# Le Bû-sur-Rouvres
Le Bû-sur-Rouvres là một xã ở tỉnh Calvados, thuộc vùng Normandie ở tây bắc nước Pháp.